# Rhantus galapagoensis
Rhantus galapagoensis is een keversoort uit de familie waterroofkevers (Dytiscidae). De wetenschappelijke naam van de soort is voor het eerst geldig gepubliceerd in 1993 door Balke & Peck.